# Шахтёрский торговый техникум
Шахтёрский торговый техникум (укр. Шахтарський торговельний технікум) — среднее специальное учебное заведение в городе Шахтёрск Донецкой области Украины.

## История
30 декабря 1962 года город районного подчинения Шахтёрск получил статус города областного значения, что способствовало его развитию как промышленного и образовательно-культурного центра. В 1964 году здесь был построен и начал работу торговый техникум.
После провозглашения независимости Украины техникум был передан в ведение министерства образования Украины.
В марте 1995 года Верховная Рада Украины внесла техникум в перечень объектов, приватизация которых запрещена в связи с их общегосударственным значением.
В мае 1997 года Шахтёрский торговый техникум стал филиалом Донецкого государственного коммерческого института.
С весны 2014 года контролируется самопровозглашённой Донецкой Народной Республикой.

## Современное состояние
Техникум осуществляет подготовку специалистов по четырём специальностям («Экономика и бухгалтерский учет»; «Товароведение и экспертиза качества потребительских товаров»; «Организация обслуживания в общественном питании» и «Монтаж и техническая эксплуатация холодильно-компрессорных машин и установок»). Также, при техникуме действуют подготовительные курсы для абитуриентов.
В составе техникума — учебный корпус (учебные и специализированные классы, служебные и вспомогательные помещения), библиотека с читальным залом на 80 мест, буфет и спортивная площадка.